# تحقق متقاطع

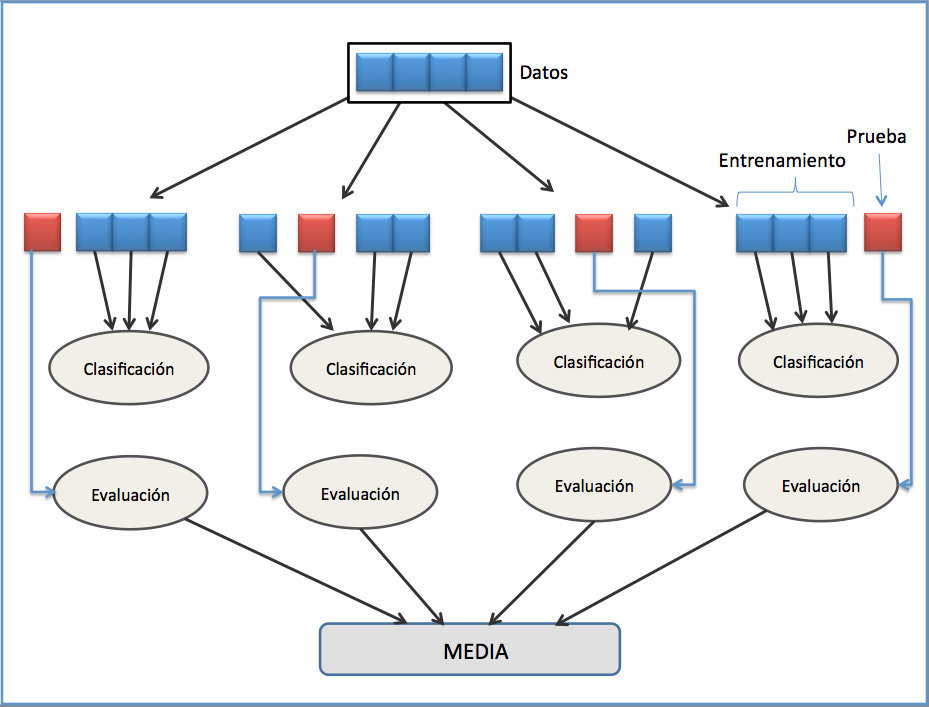

التحقق المتقاطع هي تقنية لتقييم مدى أداء نموذج معين لعينة من البيانات بالنسبة للبيانات المستقبلية، وذلك عن طريق تقسيم البيانات لمجموعتين: مجموعة التدريب وهي التي يتم عليها التطبيق، ومجموعة الاختبار وهي التي يتم حساب نسبة الخطأ الناتج عليها. تستخدم هذه التقنية عادة في الإحصاء لعمل ارتداد لمجوعه من البيانات، وأيضًا في عملية اختيار أفضل نموذج لحل مشكله معينة، كما وتستخدم في التصنيف، وفي اختيار السمات.